# The Cruel Sea
The Cruel Sea é um romance lançado em 1951 por Nicholas Monsarrat. Ele narra o cotidiano de um grupo de membros da Marinha Real Britânica durante a Batalha do Atlântico, na Segunda Guerra Mundial.
A obra, baseada na experiência do autor enquanto servia numa corveta a navegar no Atlântico Norte durante a dita guerra, fornece um prosaico porém intenso retrato da trajetória de homens comuns aprendendo a lutar e sobreviver numa batalha exaustiva e violenta.